# Mathematical Neuroscience Prize
Der Mathematical Neuroscience Prize war eine zwischen 2013 und 2019 alle zwei Jahre vergebene Auszeichnung der israelischen Non-Profit-Organisation Israel Brain Technologies (IBT). Der Preis war mit je 100.000 US-Dollar für jeden Preisträger dotiert und sollte Wissenschaftler auszeichnen, die durch die Anwendung mathematischer Analysen und Modelle wesentliche Beiträge zum Verständnis der neuronalen Mechanismen von Wahrnehmung, Verhalten und Denken geleistet haben.

## Preisträger
- 2013 Larry Abbott (Columbia University) und Haim Sompolinsky (Hebräische Universität Jerusalem)
- 2015 Nancy Kopell (Boston University) und Bard Ermentrout (University of Pittsburgh)
- 2017 Fred Wolf (Max-Planck-Institut für Dynamik und Selbstorganisation) und Misha Tsodyks (Weizmann-Institut)
- 2019[1] Naftali Tishby (Hebräische Universität Jerusalem), John Rinzel (New York University)